# All Elite Wrestling
All Elite Wrestling, LLC, d/b/a All Elite Wrestling (AEW) est une fédération de catch américaine basée à Jacksonville en Floride.
Elle a été fondée par l’entrepreneur et dirigeant de football américain Tony Khan. Les lutteurs professionnels Cody Rhodes, Kenny Omega ainsi que Matt et Nick Jackson, membres du clan The Elite, sont les premiers talents sous contrat avec la compagnie en tant que catcheurs. Ils en sont aussi les vice-présidents exécutifs. Cody Rhodes quitte la fédération en 2022 pour retourner à la World Wrestling Entertainment.

## Histoire

### Contexte
En mai 2013, une faction de catch se forme au sein de la New Japan Pro-Wrestling (NJPW) appelée Bullet Club,. Les Young Bucks et Cody rejoignent le clan respectivement en 2013 et 2016,,,,.
Au fil des années, les membres et les dirigeants du clan ont évolué, d'où le sous-groupe The Elite, officiellement formé en janvier 2016, après que Kenny Omega et The Young Bucks ont attaqué leur chef, A.J. Styles, pour qu'Omega devienne le nouveau leader du groupe,,. Plus tard, en septembre 2018, Cody et The Young Bucks ont promu et organisé un événement de lutte professionnelle appelé All In. Les places sont vendues en 30 minutes et devient le spectacle de catch non affilié à la WWE ni à la WCW le plus fréquenté aux États-Unis depuis 1993 avec 11 263 personnes,,. L’événement a été salué par la presse. De nombreuses rumeurs en ligne ont été émises sur l’idée que Cody et The Young Bucks élargiraient leurs ambitions et créeraient leur propre promotion où feraient un second pay-per-view et même certaines personnes du secteur de la télévision seraient très impressionnées,. Les membres fondateurs de The Elite, Kenny Omega et The Young Bucks, ont finalement été rejoints par Cody, Marty Scurll et Hangman Page en octobre 2018, qui ont rejoint The Elite après un scénario qui a vu The Elite se détacher du Bullet Club et devenir sa propre faction autonome.[pertinence contestée]

### Formation
Le 5 novembre 2018, plusieurs marques de commerce indiquant le lancement de All Elite Wrestling sont déposées à Jacksonville, en Floride. Les noms déposés pour la marque comprennent : All Elite Wrestling, AEW All Out, All Out, AEW, Double or Nothing, Tuesday Night Dynamite, AEW Double or Nothing et plusieurs logos,,. Le 14 décembre 2018, The Elite, aux côtés de SoCal Uncensored (Christopher Daniels, Frankie Kazarian et Scorpio Sky) quittent la Ring of Honor (ROH). L'annonce officielle de la création de l'AEW est faite le 1er janvier 2019, lorsque Cody, The Young Bucks et Hangman Page annoncent officiellement le lancement de la promotion sur Twitter, qui a été construite via un compte à rebours sur leur chaîne YouTube « Being the Elite », qui a expiré le jour de la nouvelle année à minuit, heure du Pacifique. Le même jour, Rhodes et The Young Bucks ont annoncé Double or Nothing, l'événement inaugural de l'AEW, sur Being the Elite. Une conférence de presse se tient le 8 janvier à Jacksonville, où des informations supplémentaires sur la promotion seront fournies. Le 2 janvier 2019, The Elite a officiellement signé avec la promotion, Cody et The Young Bucks étant vice-présidents exécutifs de l'AEW, tandis que Tony Khan, entrepreneur et dirigeant du football, a été annoncé à la présidence de la compagnie,.[pertinence contestée] Khan aurait soutenu la promotion avec un investissement initial de 100 millions de dollars.
Brandi Rhodes a été nommée chief brand officer de la compagnie le 3 janvier 2019. Le 8 janvier 2019, la fédération tient sa conférence de presse inaugurale au TIAA Bank Field, où elle annonce les talents qui allaient se produire dans le cadre de la promotion et ses relations de travail avec la Oriental Wrestling Entertainment (OWE) fondée par le lutteur Cima,. Le 7 février 2019, le groupe tient une conférence de presse au cours de laquelle des billets ont été mis en vente pour Double or Nothing. L'autre grande annonce concerne la signature de Kenny Omega en tant que quatrième vice-présidents exécutifs, ainsi que les signatures de Trent Baretta et Chuckie T. Un partenariat avec la promotion mexicaine Lucha Libre AAA Worldwide est également annoncé. Le 8 mai 2019, AEW conclut un nouvel accord de droits de diffusion avec la société de médias britannique ITV plc afin de diffuser des émissions d'AEW sur ITV4, la télévision à la carte étant diffusée sur ITV Box Office à partir de Double or Nothing le 25 mai. Le 15 mai, AEW et WarnerMedia annoncent la signature d'un contrat pour une émission hebdomadaire en prime-time diffusée en direct sur la chaîne TNT à compter du 2 octobre, réseau qui diffusait auparavant Monday Nitro de la WCW lors des Monday Night Wars de l'année 1995 à l'année 2001. De plus, les événements AEW seront disponibles sur pay-per-view et diffusés sur B / R Live aux États-Unis et au Canada et sur FITE TV à l'échelle internationale. CBS Sports décrit AEW comme « la première société bénéficiant d'un important soutien financier à prendre son élan pour concurrencer la WWE à un niveau majeur depuis près de deux décennies ». Le 25 mai, AEW produit son premier programme à la carte, Double or Nothing qui a eu lieu à la MGM Grand Garden Arena et voit les débuts de Jon Moxley. L'événement reçoit des avis positifs de critiques tels que Canoe.com, CBS Sports, ESPN, Pro Wrestling Torch, Pro Wrestling Dot Net et WrestleView, les trois derniers matches ayant suscité le plus d'éloges. Dave Meltzer du Wrestling Observer Newsletter écrit qu'« après une seule émission », AEW est déjà « la force la plus populaire non liée à la WWE dans le secteur de la lutte professionnelle américaine depuis plus de 20 ans ».

## Shows

### Émissions hebdomadaires

#### AEW Dynamite
AEW Dynamite est l'émission hebdomadaire principale de l'AEW et elle se tient en direct tous les mercredis soir sur TNT. Le show dure deux heures. Les commentateurs sont Jim Ross, Tony Schavonni et Excalibur. En France, elle est diffusée sur Warner TV Next tous les mardis soir à 20h55. Il est commenté par Norbert Feuillan et le Doc’ Alain Mistrangelo. Dynamite organise environ chaque mois un épisode spécial ou de plus grand match sont diffusés tandis qu'au Québec, elle était diffusée du 24 août 2022 au 28 décembre 2022 sur le réseau des sports RDS  en direct tous les mercredis soir à 20:00, parfois sur RDS2 ou leur site lorsque le temps ne leur permettait pas. La diffusion cesse le 28 décembre pour cause de restrictions budgétaires. Il était commenté par Stéphane Morneau et Benoît Cossette.
Durant la pandémie, Dynamite est enregistré chaque semaine au Daily’s Place à Jacksonville en Floride, cet arène appartenant à la famille Khan, actionnaire majoritaire de la AEW et de l'équipe de football américain des Jaguars.
Le show réalise sa plus forte fréquentation lors de Grand Slam ou plus 20 000 spectateurs étaient réunis au Arthur Ashe Stadium pour voir notamment la rencontre entre Kenny Omega et Bryan Danielson dans un match à temps limite de 30 minutes.
Les audiences sont en moyenne à 900 000 téléspectateurs, remportant les audiences face à WWE NXT qui est en concurrence directe. Depuis août 2021, l'émission dépasse régulièrement le million de téléspectateurs avec une part moyenne de 0,46 des 18/49 ans, cible très prisée des spots publicitaires aux États-Unis. Le show arrivant même à dépasser pour la première fois Raw, le show principal de la fédération concurrent, la World Wrestling Entertainment, sur cette cible de téléspectateurs.

#### AEW Dark
AEW Dark se déroule avant AEW Dynamite et est la partie non télévisée du show. Les combats sont retransmis en intégralités sur la chaine YouTube de l'All Elite Wrestling. L'émission prend fin le 25 avril 2023.

#### AEW Dark: Elevation
AEW Dark Élevation est la deuxième émission diffusée sur YouTube. Depuis septembre 2021, elle est enregistrée depuis les Universal Studios en Floride en même temps qu'AEW Dark. Elle est commentée par Paul Wight et Excalibur. L'émission prend fin le 24 avril 2023.

#### AEW Rampage
AEW Rampage est le second show hebdomadaire diffusé tous les vendredis soir sur TNT, juste après WWE SmackDown aux États-Unis. En France, C’est tous les dimanches à 20h55 sur Warner TV Next.
Le show dure une heure. Il est en principe tourné le mercredi après Dynamite mais uniquement diffusé le vendredi. On n’y a notamment vu les débuts de CM punk et le couronnement du Impact World Championship de Christian Cage face à Kenny Omega. L'émission prend fin le 27 décembre 2024.

#### AEW Battle of the Belts
AEW Battle of Belts et un show occasionnel de 2h diffusé après AEW Dynamite ou AEW Collision. La particularité étant qu’il s’y déroule uniquement des matchs de championnat.

#### AEW Collision
AEW Collision est le troisième show hebdomadaire diffusé tous les samedis soir sur TNT. Le show dure deux heures.

## Évènements
| Événement                  | Date             | Ville                        | Lieu                              | Main Event |
| -------------------------- | ---------------- | ---------------------------- | --------------------------------- | --- |
| Double or Nothing ,        | 25 mai 2019      | Las Vegas, Nevada            | MGM Grand Garden Arena            | Chris Jericho contre Kenny Omega |
| Fyter Fest                 | 29 juin 2019     | Daytona Beach, Floride       | Ocean Center                      | Jon Moxley contre Joey Janela |
| Fight for the Fallen       | 13 juillet 2019  | Jacksonville, Floride        | Daily's Place                     | Young Bucks (Matt Jackson et Nick Jackson) contre The Brotherhood (Cody et Dustin Runnels)                                                                    |
| All Out                    | 31 août 2019     | Hoffman Estates, Illinois    | Sears Center                      | Chris Jericho contre "Hangman" Adam Page pour le AEW World Championship                                                                                       |
| Full Gear                  | 9 novembre 2019  | Baltimore, Maryland          | Royal Farms Arena                 | Jon Moxley contre Kenny Omega |
| Revolution                 | 29 février 2020  | Chicago, Illinois            | Wintrust Arena                    | Chris Jericho contre Jon Moxley pour le AEW World Championship                                                                                                |
| Double or Nothing          | 23 mai 2020      | Jacksonville, Floride        | Daily's Place, TIAA Bank Field    | The Elite (Adam Page, Kenny Omega et The Young Bucks) et Matt Hardy contre The Inner Circle (Chris Jericho, Sammy Guevara, Jake Hager, Ortiz et Santana)      |
| All Out                    | 5 septembre 2020 | Jacksonville, Floride        | Daily's Place                     | Jon Moxley contre MJF pour le AEW World Championship |
| Full Gear                  | 7 novembre 2020  | Jacksonville, Floride        | Daily's Place                     | Jon Moxley contre Eddie Kingston pour le AEW World Championship                                                                                               |
| Revolution                 | 7 mars 2021      | Jacksonville, Floride        | Daily's Place                     | Kenny Omega contre Jon Moxley pour le AEW World Championship                                                                                                  |
| Double or Nothing          | 30 mai 2021      | Jacksonville, Floride        | Daily's Place, TIAA Bank Field    | The Inner Circle (Chris Jericho, Sammy Guevara, Jake Hager, Ortiz et Santana) contre The Pinnacle (MJF, Wardlow, Shawn Spears, Cash Wheeler et Dax Hardwood)  |
| All Out                    | 5 septembre 2021 | Hoffman Estates, Illinois    | Now Arena                         | Kenny Omega contre Christian Cage pour le AEW World Championship                                                                                              |
| Full Gear                  | 13 novembre 2021 | Minneapolis, Minnesota       | Target Center                     | Kenny Omega contre "Hangman" Adam Page pour le AEW World Championship                                                                                         |
| Revolution                 | 6 mars 2022      | Orlando, Floride             | Addition Financial Arena          | Adam Page contre Adam Cole pour le AEW World Championship |
| Double or Nothing          | 29 mai 2022      | Las Vegas, Nevada            | T-Mobile Arena                    | Adam Page contre CM Punk pour le AEW World Championship |
| AEW × NJPW: Forbidden Door | 26 juin 2022     | Chicago, Illinois            | United Center                     | Jon Moxley contre Hiroshi Tanahashi pour le AEW World Championship par intérim                                                                                |
| All Out                    | 4 septembre 2022 | Hoffman Estates, Illinois    | Now Arena                         | Jon Moxley contre CM Punk pour le AEW World Championship |
| Full Gear                  | 19 novembre 2022 | Newark, New Jersey           | Prudential Center                 | Jon Moxley contre MJF pour le AEW World Championship MJF encaisse son jeton du Casino Ladder match                                                            |
| Revolution                 | 5 mars 2023      | San Francisco, Californie    | Chase Center                      | MJF contre Bryan Danielson pour le AEW World Championship |
| Double or Nothing          | 28 mai 2023      | Las Vegas, Nevada            | T-Mobile Arena                    | The Elite (Adam Page, Kenny Omega et The Young Bucks) contre Blackpool Combat Club (Bryan Danielson, Jon Moxley, Claudio Castagnoli et Wheeler Yuta)          |
| AEW × NJPW: Forbidden Door | 25 juin 2023     | Toronto, Ontario ( Canada)   | Scotiabank Arena                  | Bryan Danielson contre Kazuchika Okada |
| All In                     | 27 août 2023     | Londres ( Royaume-Uni)       | Stade de Wembley                  | MJF contre Adam Cole pour le AEW World Championship |
| All Out                    | 3 septembre 2023 | Chicago, Illinois            | United Center                     | Orange Cassidy contre Jon Moxley pour le AEW International Championship                                                                                       |
| WrestleDream               | 1er octobre 2023 | Seattle, Washington          | Climate Pledge Arena              | Christian Cage contre Darby Allin pour le AEW TNT Championship                                                                                                |
| Full Gear                  | 18 novembre 2023 | Los Angeles, Californie      | Kia Forum                         | MJF contre Jay White pour le AEW World Championship |
| Worlds End                 | 30 décembre 2023 | Uniondale, New York          | Nassau Veterans Memorial Coliseum | MJF contre Samoa Joe pour le AEW World Championship |
| Revolution                 | 3 mars 2024      | Greensboro, Caroline du Nord | Greensboro Coliseum               | Sting et Darby Allin contre The Young Bucks pour les AEW World Tag Team Championship Il s'agit du dernier match de la carrière de Sting en tant que catcheur. |
| Dynasty                    | 21 avril 2024    | Saint-Louis, Missouri        | Chaifetz Arena                    | Samoa Joe contre Swerve Strickland pour le AEW World Championship                                                                                             |
| Double or Nothing          | 26 mai 2024      | Paradise, Nevada             | MGM Grand Garden Arena            | The Elite (The Young Bucks, Kazuchika Okada et Jack Perry) contre Team AEW (Bryan Danielson, Darby Allin, Cash Wheeler et Dax Harwood)                        |
| Forbidden Door             | 30 juin 2024     | Elmont, New York             | UBS Arena                         | Swerve Strickland contre Will Ospreay pour le AEW World Championship                                                                                          |
| All In                     | 25 août 2024     | Londres ( Royaume-Uni)       | Stade de Wembley                  | Swerve Strickland contre Bryan Danielson pour le AEW World Championship                                                                                       |
| All Out                    | 7 septembre 2024 | Hoffman Estates, Illinois    | Now Arena                         | "Hangman" Adam Page contre Swerve Strickland dans un Unsanctioned Lights Out Steel Cage match                                                                 |
| WrestleDream               | 12 octobre 2024  | Tacoma, Washington           | Tacoma Dome                       | Bryan Danielson contre Jon Moxley pour le AEW World Championship                                                                                              |
| Full Gear                  | 23 novembre 2024 | Newark, New Jersey           | Prudential Center                 | Jon Moxley contre Orange Cassidy pour le AEW World Championship                                                                                               |
| Worlds End                 | 28 décembre 2024 | Orlando, Floride             | Addition Financial Arena          | Jon Moxley contre Orange Cassidy contre "Hangman" Adam Page contre Jay White pour le AEW World Championship                                                   |

## Championnats actuels
Le 22 mai 2019, le championnat du monde AEW est annoncé pour la première fois sur la chaîne YouTube de l'AEW, où l'acteur et comédien Jack Whitehall a tenté de révéler la ceinture du titre, mais a eu du mal à faire sortir le championnat de son sac. Le titre est ensuite dévoilé le 25 mai lors de Double or Nothing par Bret Hart. Le 18 juin 2019, AEW annonce sur sa page Twitter le championnat du monde par équipes de l'AEW. Le même jour, Tony Khan annonce des projets pour un championnat féminin et un championnat par équipe féminin. Le 20 juin, Brandi Rhodes annonce officiellement que le championnat du monde féminin AEW sera dévoilé à All Out le 31 août. Le 30 mars 2020, la compagnie annonce la création d'un nouveau championnat masculin de niveau secondaire, le AEW TNT Championship, correspondant un championnat télé, dont le premier vainqueur est désigné à la suite d'un tournoi. Un titre de niveau équivalent pour la division féminine est dévoilé par Tony Schiavone le 6 octobre 2021, le AEW TBS Championship, dont la première détentrice sera désignée une fois encore à la suite d'un tournoi. A l'occasion du PPV à portée internationale, AEW x NJPW : Forbidden Door, un titre secondaire masculin censé représenter les fans de la compagnie du monde entier est annoncé le 8 juin 2022, le AEW All-Atlantic Championship. Le 28 juillet 2022, AEW dévoile un nouveau championnat par équipe de trois catcheurs, le AEW World Trios Championship. Par ailleurs, depuis le 2 juillet 2020 la compagnie utilise le championnat officieux FTW Championship, réintroduit par Tazz, qui l'avait déjà créé et utilisé à l'ECW. Le AEW All-Atlantic Championship a été renommé AEW International Championship le 8 mars 2023. Le 11 novembre 2023, la promotion américaine de lutte professionnelle All Elite Wrestling (AEW) a annoncé un tournoi appelé Continental Classic. Le président de l'AEW, Tony Khan, et le lutteur de l'AEW, Bryan Danielson, ont annoncé que le tournoi débuterait le 22 novembre 2023, lors de l'épisode de Dynamite, durerait six semaines et se déroulerait sur des épisodes de Dynamite, Rampage et Collision, puis se terminerait au PPV World Ends, le 30 décembre. Il a également été annoncé que le vainqueur du tournoi deviendrait le premier détenteur du AEW Continental Championship. Le 12 juillet 2025, lors de All In (Arlington, Texas), un effrontement entre Kazuchika Okada (alors AEW Continental Champion) et Kenny Omega (alors AEW International Champion) a lieu dans Winner Takes All match afin d'unifier les titres et de déterminer le gagnant du premier AEW Unified Champion.
| Titre                           | Champion(nes) actuel(les)                                              | Date de victoire | Durée     | Évènement            | Lieu de victoire       | Ancien(nes) Champion(nes)                                                                       |
| ------------------------------- | ---------------------------------------------------------------------- | ---------------- | --------- | -------------------- | ---------------------- | ----------------------------------------------------------------------------------------------- |
| AEW World Championship          | "Hangman" Adam Page (2)                                                | 12 juillet 2025  | 9 jours   | All In               | Arlington, Texas       | Jon Moxley (4)                                                                                  |
| AEW TNT Championship            | Dustin Rhodes (1)                                                      | 12 juillet 2025  | 9 jours   | All In               | Arlington, Texas       | Vacant                                                                                          |
| AEW Unified Champion            | Kazuchika Okada (1)                                                    | 12 juillet 2025  | 9 jours   | All In               | Arlington, Texas       | Inaugural: Unification des titres AEW International Championship & AEW Continental Championship |
| AEW Women’s World Championship  | "Timeless" Toni Storm (4)                                              | 15 février 2025  | 156 jours | Grand Slam Australia | Brisbane ( Australie)  | Mariah May (1)                                                                                  |
| AEW TBS Championship            | Mercedes Moné (1)                                                      | 26 mai 2024      | 421 jours | Double or Nothing    | Paradise, Nevada       | Willow Nightingale (1)                                                                          |
| AEW World Tag Team Championship | The Hurt Syndicate (1) (Bobby Lashley et Shelton Benjamin)             | 22 janvier 2025  | 180 jours | Dynamite             | Knoxville, Tennessee   | Private Party (1) (Marq Quen et Isiah Kassidy)                                                  |
| AEW World Trios Championship    | Death Riders (Claudio Castagnoli (1), Wheeler Yuta (1) et PAC (2)) (1) | 25 août 2024     | 330 jours | All In               | Londres ( Royaume-Uni) | The Patriarchy (1) (Christian Cage,Killswitch et Nick Wayne)                                    |